# الموسيقى والعاطفة

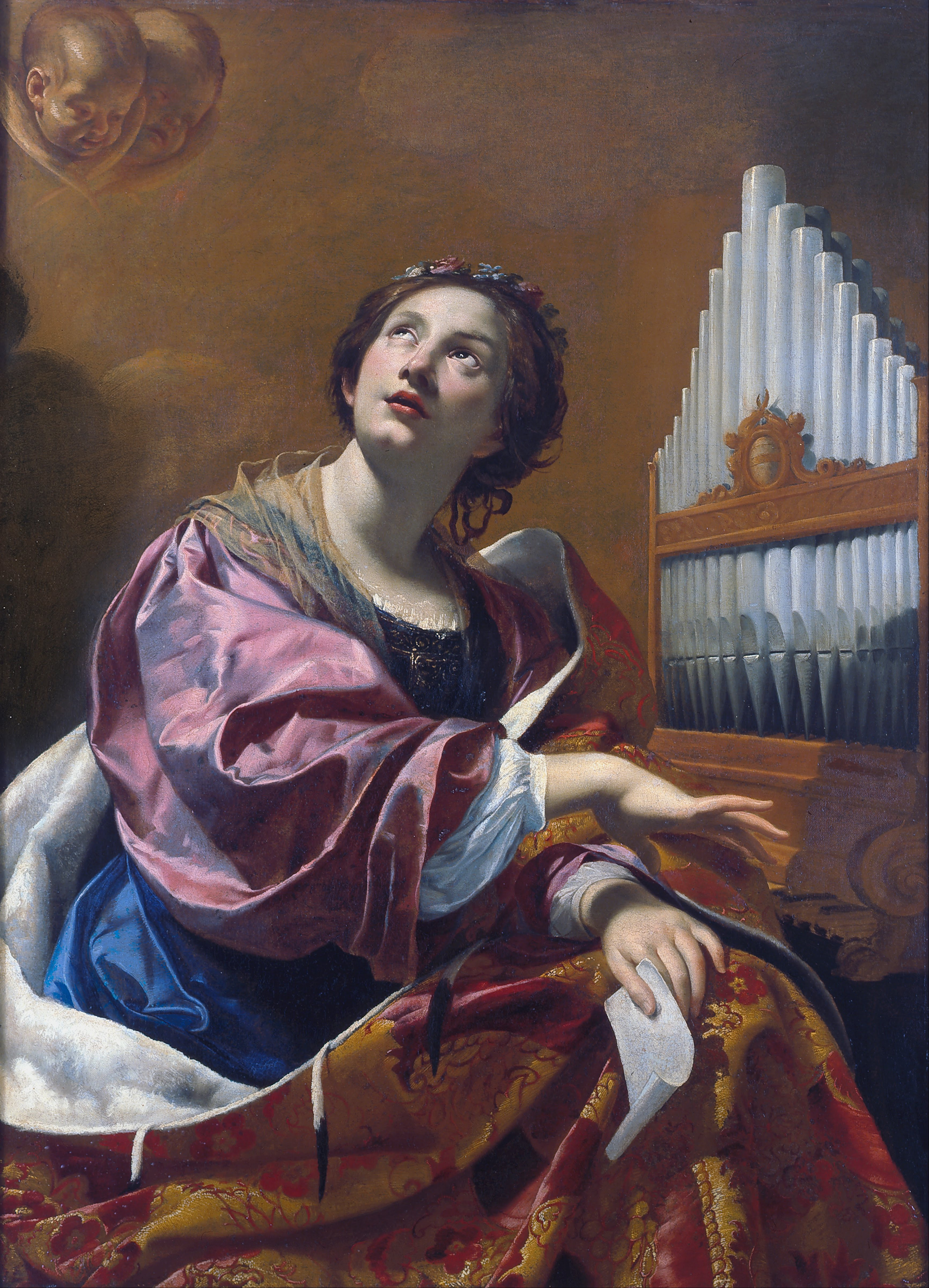
لوحة سيمون فويه، القديسة سيزيليا، تاريخها تقريباً عام 1626

تسعى دراسة علاقة الموسيقى والعاطفة (بالإنجليزية: Music and emotion)‏ إلى فهم العلاقة النفسية بين الإحساس الإنساني والموسيقى. وتغطي هذه الدراسة، التي هي فرع من فروع علم نفس الموسيقى، العديد من مجالات الدراسة، بما في ذلك طبيعة الاستجابات العاطفية على الموسيقى، وكيف يمكن أن تحدد خصائص المستمع العواطف التي يشعر بها، والمكونات التي قد تثير ردود فعل معينة في التأليف الموسيقي أو الأداء.
يعتمد البحث على مجالات مثل الفلسفة، وعلم الموسيقى، والعلاج بالموسيقى، ونظرية الموسيقى، وعلم الجمال، بالإضافة إلى أعمال التأليف الموسيقي والأداء الموسيقي مثل الحفلة الموسيقية.

## المناهج الفلسفية

### المظهر العاطفي
اثنان من أكثر الفلاسفة تأثيرًا في جماليات الموسيقى هما ستيفن ديفيز وجيرولد ليفنسون [الإنجليزية]. يطلق ديفيز على رؤيته لتعبير العواطف في الموسيقى "عواطف الظهور"، والتي تشير إلى أن الموسيقى تعبر عن العواطف دون أن تشعر بها. فالأشياء يمكن أن تنقل العاطفة لأن هياكلها يمكن أن تحتوي على بعض الخصائص التي تشبه التعبير العاطفي. ويقول: "إن التشابه الذي يعتبر الأكثر أهمية للتعبيرية الموسيقية... هو بين الهيكل الديناميكي المتكامل للموسيقى وتكوينات السلوك البشري المرتبطة بتعبير العاطفة". يمكن للمراقب أن يلاحظ العواطف من وضعية المستمع، ومشية المشي، والإيماءات، والموقف، والتصرف.
تختلف الارتباطات بين خصائص الموسيقى والعاطفة بين الأفراد. تدعي عواطف الظهور أن معظم المستمعين يتصورون الارتباطات التي تشكل تعبير الموسيقى. والخصائص الموسيقية التي يرتبط بها العاطفة بشكل شائع هي جزء من علم نفس الموسيقى. يقول ديفيز إن التعبيرية هي خاصية موضوعية للموسيقى وليست شخصية في معنى أن المستمع ينقلها إلى الموسيقى. تعتمد تعبيرية الموسيقى بالتأكيد على الاستجابة، وهي تتحقق في حكم المستمع. يقوم المستمعون الماهرون بتعزيز التعبير العاطفي مقطع موسيقي معين بطريقة مشابهة، مما يشير وفقًا لديفيز إلى أن التعبيرية في الموسيقى تتمتع بشيء من الوضوح الذي يجعلها موضوعية لأنه إذا كانت الموسيقى تفتقر إلى التعبيرية، فلن يكون هناك أي تعبير يمكن نقله إليها كرد فعل على الموسيقى.

### النظرية العملية
تفترض الفيلسوفة جنيفر روبنسون وجود تبادل تعاوني بين الإدراك والإثارة في وصفها لنظرية "العواطف كعملية، والموسيقى كعملية"، أو نظرية العملية. تؤكد روبنسون أن عملية استدعاء العواطف تبدأ بـ "استجابة تلقائية فورية تبدأ النشاط الحركي والقلبي الذاتي وتعدنا للعمل المحتمل"، مما يتسبب في عملية إدراك قد تمكن المستمعين من تسمية العاطفة التي يشعرون بها. تتبادل هذه السلسلة من الأحداث باستمرار مع المعلومات الجديدة الواردة. تؤكد روبنسون أن العواطف قد تتحول إلى بعضها البعض، مما يتسبب في مزج وصراع وغموض قد يجعل من الصعب وصف الحالة العاطفية التي يشعر بها الشخص في أي لحظة معينة بكلمة واحدة، بدلاً من ذلك، يمكن التفكير في الأحاسيس الداخلية على أنها نتاج لتدفقات عاطفية متعددة. تؤكد روبنسون أن الموسيقى هي سلسلة من العمليات المتزامنة، ولذلك فهي وسيلة مثالية لتعكس الجوانب الإدراكية للعاطفة، مثل الرغبة في تحقيق الانسجام بين الموضوعات الموسيقية أو مرايا عمليات الذاكتئاب. ويمكن لهذه العمليات الموسيقية المتزامنة أن تعزز أو تتعارض مع بعضها البعض، وبالتالي تعبر أيضًا عن الطريقة التي يتحول بها شعور العاطفة "من عاطفة إلى أخرى مع مرور الوقت". 

## نقل المشاعر من خلال الموسيقى
يقال عن القدرة على إدراك المشاعر في الموسيقى للتطور في مرحلة الطفولة المبكرة، وتحسينها بشكل ملحوظ خلال مراحل النمو. تخضع القدرة على إدراك المشاعر في الموسيقى أيضًا للتأثيرات الثقافية، وقد لوحظت أوجه التشابه والاختلاف في إدراك العاطفة في الدراسات عبر الثقافات. بحثت الأبحاث التجريبية في المشاعر التي يمكن نقلها وكذلك العوامل الهيكلية في الموسيقى التي تساعد في المساهمة في التعبير العاطفي المتصور. هناك مدرستان فكريتان حول كيفية تفسير المشاعر في الموسيقى. يجادل نهج الإدراكيين بأن الموسيقى تعرض ببساطة عاطفة، لكنها لا تسمح بالتجربة الشخصية للعاطفة لدى المستمع. يجادل أنصار المشاعر بأن الموسيقى تثير استجابات عاطفية حقيقية لدى المستمع.
لقد قيل أن العاطفة التي تختار من قطعة موسيقية هي وظيفة مضاعفة للسمات الهيكلية، وميزات الأداء، وميزات المستمع، والميزات السياقية والميزات غير الموسيقية للقطعة الموسيقية، كما هو موضح:
السمات الهيكلية = السمات القطاعية × السمات الفائقة
ميزات الأداء = مهارة المؤدي × حالة المؤدي
ميزات المستمع = الخبرة الموسيقية × التصرف المستقر × الدافع الحالي
السمات السياقية = الموقع × الحدث
الميزات غير الموسيقية = ميزات غير سمعية × الخبرة
السمات الهيكلية = السمات القطاعية × السمات الفائقة
ميزات الأداء = مهارة المؤدي × حالة المؤدي
ميزات المستمع = الخبرة الموسيقية × التصرف المستقر × الدافع الحالي
السمات السياقية = الموقع × الحدث
الميزات غير الموسيقية = ميزات غير سمعية × الخبرة

### السمات الهيكلية
تنقسم الميزات الهيكلية إلى جزأين، ميزات قطاعية وميزات فوقية. الميزات القطاعية هي الأصوات الفردية أو النغمات التي تتكون منها الموسيقى؛ وهذا يشمل الهياكل الصوتية مثل المدة [الإنجليزية] والسعة ودرجة الصوت. الميزات فوق القطع هي الهياكل الأساسية للقطعة، مثل اللحن والإيقاع والإيقاع. هناك عدد من الميزات الموسيقية المحددة التي ترتبط ارتباطًا وثيقًا بمشاعر معينة. ضمن العوامل التي تؤثر على التعبير العاطفي في الموسيقى، يُنظر إلى الإيقاع عادةً على أنه الأكثر أهمية، لكن عددًا من العوامل الأخرى، مثل الوضع، والجهارة، واللحن، تؤثر أيضًا على التكافؤ العاطفي للقطعة.
| الميزة الهيكلية | تعريف                                                         | المشاعر المرتبطة                                                                          |
| --------------- | ------------------------------------------------------------- | ----------------------------------------------------------------------------------------- |
| سرعة            | سرعة أو سرعة القطعة الموسيقية                                 | إيقاع سريع: الإثارة والغضب. الإيقاع البطيء: الحزن والصفاء.                                |
| وضع             | نوع المقياس                                                   | نغمة رئيسية: السعادة والفرح. نغمة ثانوية: الحزن.                                          |
| جهارة الصوت     | القوة البدنية ومدى الصوت                                      | الشدة أو القوة أو الغضب                                                                   |
| لحن             | التعاقب الخطي للنغمات الموسيقية التي يراها المستمع ككيان واحد | التناغم المكمّل: السعادة والاسترخاء والصفاء. التناغم المتضارب: الإثارة والغضب والكراهية.   |
| إيقاع           | النمط المتكرر بانتظام أو إيقاع الأغنية                        | إيقاع سلس / ثابت: السعادة والسلام. إيقاع خشن / غير منتظم: تسلية، قلق. إيقاع متنوع: الفرح. |

وجدت بعض الدراسات أن تصور السمات العاطفية الأساسية هو عالمي ثقافي، على الرغم من أنه يمكن للناس بسهولة إدراك المشاعر وإدراك المزيد من المشاعر الدقيقة في الموسيقى من ثقافتهم الخاصة. من غير المرجح أن تثير الموسيقى بدون كلمات مشاعر اجتماعية مثل الغضب والعار والغيرة؛ عادة ما يثير فقط المشاعر الأساسية، مثل السعادة والحزن.
للموسيقى ارتباط مباشر بالحالات العاطفية الموجودة في الإنسان. تم العثور على أن هناك علاقة بين هياكل موسيقية مختلفة والاستجابات الفسيولوجية. أظهرت الأبحاث أن الهياكل الفوق الجزئية مثل الفضاء الصوتي، وبالتحديد اللاهوائية، تخلق عواطف سلبية غير مرغوبة لدى المشاركين. قيست الاستجابات العاطفية باستخدام تقييمات فيزيولوجية مثل موصلية الجلد وإشارات العضلات الكهربائية، بينما يستمع المشاركون إلى مقتطفات موسيقية. ويمضى البحث في دراسة القياسات النفسيوفسيولوجية المتعلقة بالموسيقى ووجد نتائج مماثلة؛ حيث عُثر على أن هياكل الموسيقى المتعلقة بالإيقاع والتلحين والإيقاع والسرعة لها علاقة قوية بالقياسات الفسيولوجية، والتي تضمنت مراقبة معدل ضربات القلب والتنفس التي ترتبط بالاستبيانات التي تُعبأ من قبل المشاركين.
يمكن أن تكون هذه الارتباطات فطرية أو مكتسبة، أو كلاهما. وتشير الدراسات التي أجريت على الأطفال الصغار والثقافات المعزولة إلى أن الارتباطات الفطرية للميزات المشابهة لصوت الإنسان (مثل الصوت المنخفض والبطيء يعبر عن الحزن، والصوت السريع والعالي يعبر عن السعادة) مشابهة. وتظهر الدراسات الثقافية المقطعية أن الارتباطات بين الموسيقى الرئيسية والموسيقى الصغرى، والتناغم والتعارض، ربما تكون مكتسبة.
تؤثر الموسيقى أيضًا على الذكريات ذات الصلة الاجتماعية، وبالتحديد الذكريات التي تنتجها مقتطفات موسيقية الحنينية (مثل الموسيقى من فترة زمنية مهمة في حياة الشخص، مثل الموسيقى التي يُستمع إليها في رحلات الطريق). تُفسر هياكل الموسيقى بشكل أقوى في بعض مناطق الدماغ عندما تستحضر الموسيقى الحنين. حدد أن الدائرة الجبهية الداخلية والنواة السوداء والدماغ الصغير والقشرة الدماغية لها علاقة أقوى بالموسيقى الحنينية من غيرها. ويعد النشاط الدماغي مفهومًا فرديًا للغاية، حيث يتأثر كل شخص بطريقة مختلفة بالمقتطفات الموسيقية بناءً على تجاربه الحياتية السابقة، وبالتالي يجب أخذ هذا الاحتياط في الاعتبار عند تعميم النتائج عبر الأفراد.

### ميزات الأداء
تشير ميزات الأداء إلى الطريقة التي تُنفذ بها قطعة موسيقية من قبل المؤدي أو المؤدين، وتنقسم هذه الميزات إلى فئتين: مهارات المؤدي وحالة المؤدي. وتعتبر مهارات المؤدي من القدرات المركبة والمظهر الخاص بالمؤدي، بما في ذلك المظهر الجسدي والسمعة والمهارات التقنية. أما حالة المؤدي فتشير إلى التفسير والدوافع وحضور المؤدي على المسرح.

### ميزات المستمع
تشير ميزات المستمع إلى الهوية الفردية والاجتماعية للمستمع أو المستمعين. وهذا يشمل شخصيتهم وعمرهم ومعرفتهم بالموسيقى ودوافعهم للاستماع إلى الموسيقى.

### السمات السياقية
الميزات السياقية هي جوانب من الأداء مثل الموقع والمناسبة الخاصة للأداء (على سبيل المثال، في الجنازة، والزفاف، والرقص).

### ميزات غير موسيقية
تشير الميزات الإضافية الموسيقية إلى المعلومات الإضافية التي تُفصل عن إشارات الموسيقى السمعية، مثل نوع الموسيقى أو نمطها.
تؤثر هذه العوامل المختلفة على التعبير عن العاطفة بدرجات مختلفة، وتتراكم آثارها على بعضها البعض. وبالتالي، يُشعر بالعاطفة بدرجة أقوى إذا كانت هناك عدة عوامل موجودة. ويشير ترتيب هذه العوامل في النموذج إلى مدى أهميتها في المعادلة. ولهذا السبب، أجريت معظم الأبحاث في الميزات الهيكلية وميزات المستمع.

#### إشارات متضاربة
إدراك أي عاطفة يعتمد على سياق القطعة الموسيقية. جادل بحث سابق بأن المشاعر المتعارضة مثل السعادة والحزن تقع على مقياس ثنائي القطب، حيث لا يمكن الشعور بهما في نفس الوقت. اقترحت الأبحاث الحديثة أن السعادة والحزن يختبران بشكل منفصل، مما يعني أنه يمكن الشعور بهما في وقت واحد. بحثت إحدى الدراسات في الاحتمال الأخير من خلال جعل المشاركين يستمعون إلى المقتطفات الموسيقية التي تم التلاعب بها بواسطة الكمبيوتر والتي تحتوي على إشارات مختلطة بين الإيقاع والوضع. تتضمن أمثلة على الموسيقى المختلطة المؤشرات مثل النغمة الرئيسية والإيقاع البطيء، وقطعة موسيقية بتوزيع معزوفة صغيرة بإيقاع سريع. ثم يقوم المشاركون بتقييم الدرجة التي تنقل القطعة السعادة أو الحزن. وأظهرت النتائج أن الموسيقى المختلطة تنقل كل من السعادة والحزن، ومع ذلك، لا يزال غير واضح ما إذا كان المشاركون يدركون السعادة والحزن في الوقت نفسه أم يترددون بين هاتين العاطفتين. أجريت دراسة متابعة لفحص هذه الاحتمالات. أثناء الاستماع إلى موسيقى جديلة مختلطة أو متسقة، ضغط المشاركون على أحد الأزرار عندما تنقل الموسيقى السعادة، وزرًا آخر عندما تنقل الحزن. وأظهرت النتائج أن الأشخاص قاموا بالضغط على كلا الزرين في وقت واحد أثناء الأغاني ذات الإشارات المتضاربة. تشير هذه النتائج إلى أن المستمعين يمكنهم إدراك السعادة والحزن في نفس الوقت. هذا له آثار مهمة على كيفية تأثير السمات الهيكلية على العاطفة، لأنه عند استخدام مزيج من الإشارات الهيكلية، يمكن نقل عدد من المشاعر.

### ميزات المستمع المحددة

#### تطوير
تشير الدراسات إلى أن القدرة على فهم الرسائل العاطفية في الموسيقى تبدأ مبكرًا وتتحسن طوال نمو الطفل. تتضمن الدراسات التي تبحث في علاقة الموسيقى والعاطفة لدى الأطفال، عرض مقطع موسيقي للأطفال وطرح لهم صور تعبيرية للوجوه. تظهر هذه التعابير الوجوه المختلفة للعواطف، ويُطلب من الأطفال اختيار الوجه الذي يتناسب بشكل أفضل مع النغمة العاطفية للموسيقى. أظهرت الدراسات أن الأطفال قادرون على تحديد عواطف معينة للمقطوعات الموسيقية؛ ومع ذلك، هناك جدل حول العمر الذي تبدأ فيه هذه القدرة.

##### الرضع
غالبًا ما يتعرض الرضيع لخطاب الأم الموسيقي بطبيعته. من الممكن أن الغناء الأمومي يسمح للأم بنقل الرسائل العاطفية إلى الرضيع. يميل الأطفال أيضًا إلى تفضيل الكلام الإيجابي على الكلام المحايد وكذلك الموسيقى السعيدة على الموسيقى السلبية. كما أفترض أن الاستماع إلى غناء أمهاتهم قد يلعب دورًا في تكوين الهوية. تدعم هذه الفرضية دراسة أجرت مقابلات مع البالغين وطلبت منهم وصف التجارب الموسيقية منذ طفولتهم. أظهرت النتائج أن الموسيقى كانت جيدة لتنمية المعرفة بالعواطف أثناء الطفولة.

##### أطفال ما قبل المدرسة
أظهرت هذه الدراسات أن الأطفال في سن الرابعة قادرون على البدء في التمييز بين المشاعر الموجودة في المقتطفات الموسيقية بطرق مشابهة للبالغين. يبدو أن القدرة على التمييز بين هذه المشاعر الموسيقية تزداد مع تقدم العمر حتى سن الرشد. ومع ذلك، لم يتمكن الأطفال في سن الثالثة من التمييز بين المشاعر التي يُعبر عنها في الموسيقى من خلال مطابقة تعبيرات الوجه مع نوع المشاعر الموجودة في الموسيقى. كما وجد أن بعض المشاعر، مثل الغضب والخوف، يصعب تمييزها داخل الموسيقى.

##### الأطفال في سن المرحلة الابتدائية
في الدراسات التي أجريت على أطفال في سن الرابعة وخمس سنوات، طُلب منهم تسمية المقتطفات الموسيقية بعلامات مؤثرة مثل "سعيد" و"حزين" و"غاضب" و"خائف". أظهرت النتائج في إحدى الدراسات أن الأطفال البالغين من العمر أربع سنوات لم يتفوقوا عن الصدفة في تحديد التسميات "حزين" و"غاضب"، وأن الأطفال البالغين من العمر خمس سنوات لم يتفوقوا عن الصدفة في تحديد التسمية "خائف". وجدت دراسة تابعة نتائج متضاربة، حيث أن الأطفال البالغين من العمر خمس سنوات أداؤهم كان مماثلًا لأداء البالغين. ومع ذلك، كان الخلط بين "غاضب" و"خائف" موجوداً في جميع الأعمار. استمع الأطفال في سن ما قبل المدرسة والابتدائي إلى اثني عشر لحنًا قصيرًا، كل منها في وضع رئيسي أو ثانوي، وتم توجيههم للاختيار من بين أربع صور للوجوه: سعيدة، وراضية، وحزينة، وغاضبة. كان أداء جميع الأطفال، حتى في سن الثالثة من العمر، يفوق الصدفة في تحديد الوجوه الإيجابية ذات الوضع الرئيسي والوجوه السلبية ذات الوضع الثانوي.

#### تأثيرات الشخصية
يرى الأشخاص المختلفون الأحداث بشكل مختلف بناءً على خصائصهم الفردية. وبالمثل، يبدو أن المشاعر الناتجة عن الاستماع إلى أنواع مختلفة من الموسيقى تتأثر بعوامل مثل الشخصية والتدريب الموسيقي السابق. اكتشف أن الأشخاص الذين يتمتعون بشخصية الانسجام يظهرون استجابات عاطفية أعلى للموسيقى بشكل عام. كما ربطت المشاعر الحزينة الأقوى بين الأشخاص الذين يتمتعون بشخصيات الانسجام والعصبية. بينما أظهرت بعض الدراسات أن التدريب الموسيقي يمكن أن يترافق مع الموسيقى التي تستحضر مشاعر مختلطة بالإضافة إلى ارتفاع معدل الذكاء واختبار درجات الفهم العاطفي، تدحض دراسات أخرى الادعاء بأن التدريب الموسيقي يؤثر على إدراك العاطفة في الموسيقى. من الجدير بالذكر أيضًا أن التعرض السابق للموسيقى يمكن أن يؤثر على الخيارات السلوكية اللاحقة والعمل المدرسي والتفاعلات الاجتماعية. لذلك، يبدو أن التعرض للموسيقى السابقة له تأثير على شخصية وعواطف الطفل في وقت لاحق من حياته، وسيؤثر لاحقًا على قدرته على الإدراك والتعبير عن المشاعر أثناء التعرض للموسيقى. ومع ذلك، لم يثبت أن الجنس يؤدي إلى اختلاف في إدراك المشاعر الموجودة في الموسيقى. هناك حاجة إلى مزيد من البحث حول العوامل التي تؤثر على إدراك الفرد للعاطفة في الموسيقى وقدرة الفرد على الشعور بالموسيقى.

## استخلاص المشاعر من خلال الموسيقى
إلى جانب البحث الذي يشير إلى أن الموسيقى تنقل عاطفة لمستمعها (مستمعيها)، فقد تبين أيضًا أن الموسيقى يمكن أن تنتج عاطفة لدى المستمع (المستمعين). غالبًا ما يتسبب هذا الرأي في الجدل لأن العاطفة تُنتج داخل المستمع، وبالتالي يصعب قياسها. على الرغم من الجدل، فقد أظهرت الدراسات استجابات ملحوظة للعواطف المستثارة، مما يعزز وجهة نظر المؤمنين بالانفعالية بأن الموسيقى تثير ردود فعل عاطفية حقيقية.

### ردود الفعل التي أثارت العاطفة
لا تساعد الميزات الهيكلية للموسيقى فقط في نقل رسالة عاطفية إلى المستمع، بل يمكن أن تخلق العاطفة في المستمع أيضًا. ويمكن أن تكون هذه العواطف مشاعر جديدة تمامًا أو قد تكون تمديدًا لأحداث عاطفية سابقة. وقد أظهرت الأبحاث التجريبية كيف يمكن للمستمعين استيعاب التعبير الموسيقي كعاطفة خاصة بهم، وكذلك استحضار رد فعل فريد يستند إلى تجاربهم الشخصية.

#### المشاعر الأساسية
في بحث عن إثارة المشاعر، أفاد المشاركون شخصيًا أنهم شعروا بمشاعر معينة استجابة لسماع مقطوعة موسيقية. قام الباحثون بدراسة ما إذا كانت نفس الميزات الهيكلية التي تنقل عاطفة محددة قد تثيرها أيضًا. قدم الباحثون مقتطفات من الموسيقى ذات الإيقاع السريع والنغمة الرئيسية، والموسيقى ذات الإيقاع البطيء والنغمة الصغيرة للمشاركين؛ اختيرت هذه الميزات الهيكلية الموسيقية لأنها معروفة بنقل السعادة والحزن على التوالي. صنف المشاركون عواطفهم بمستويات مرتفعة من السعادة بعد الاستماع إلى الموسيقى ذات الهياكل التي تنقل السعادة والحزن المرتفع بعد الموسيقى بتركيبات تنقل الحزن.
تشير هذه الأدلة إلى أن نفس البنى التي تنقل المشاعر في الموسيقى يمكن أن تثير نفس المشاعر لدى المستمع. في ضوء هذه النتيجة، كان هناك جدل خاص حول الموسيقى التي تثير المشاعر السلبية. يجادل علماء الإدراك بأن اختيار الاستماع إلى الموسيقى التي تثير المشاعر السلبية مثل الحزن سيكون متناقضًا، حيث لن يسعى المستمعون عن طيب خاطر لإثارة الحزن، بينما يزعم المؤمنون بالانفعالية أن الموسيقى يمكن أن تثير مشاعر سلبية، ويختار المستمعون عن قصد الاستماع من أجل يشعر بالحزن بطريقة غير شخصية، على غرار رغبة المشاهد في مشاهدة فيلم مأساوي. استكشفت أسباب سماع الناس للموسيقى الحزينة عند الشعور بالحزن من خلال إجراء مقابلات مع الناس حول دوافعهم للقيام بذلك. ونتيجة لهذه الأبحاث، تبين أن الناس يستمعون في بعض الأحيان إلى الموسيقى الحزينة عند الشعور بالحزن لتكثيف مشاعر الحزن. وكانت الأسباب الأخرى للاستماع إلى الموسيقى الحزينة عند الشعور بالحزن هي استرجاع الذكريات، والشعور بالقرب من الآخرين، وإعادة تقييم إدراكي [الإنجليزية]، والشعور بالصداقة مع الموسيقى، والتشتيت عن الذات، وتحسين المزاج
وجد الباحثون أيضًا تأثيرًا بين إلمام المرء بقطعة موسيقية والمشاعر التي تثيرها. وفقًا لإحدى الدراسات، فإن الاطلاع على قطعة موسيقية يزيد من العواطف التي يشعر بها المستمع. قسم المشاركون إلى مجموعتين؛ حيث عرض اثني عشر مقتطفًا موسيقيًا عشوائيًا مرة واحدة للمشاركين في المجموعة الأولى، وقاموا بتقييم عواطفهم بعد كل قطعة. بينما استمع المشاركون في المجموعة الثانية إلى نفس الاثني عشر مقتطفًا موسيقيًا خمس مرات، وبدأوا تقييمهم من التكرار الثالث. وأظهرت النتائج أن المشاركين الذين استمعوا إلى المقتطفات خمس مرات قيموا عواطفهم بشدة أكبر من المشاركين الذين استمعوا إليها مرة واحدة فقط.

#### الذكريات والأفعال العاطفية
قد لا تثير الموسيقى مشاعر جديدة فحسب، بل تربط المستمعين بمصادر عاطفية أخرى. تعمل الموسيقى كإشارة قوية لاستعادة الذكريات العاطفية إلى الوعي. نظرًا لأن الموسيقى جزء منتشر من الحياة الاجتماعية، فهي موجودة في حفلات الزفاف والجنازات والاحتفالات الدينية، فهي تعيد الذكريات العاطفية التي غالبًا ما ترتبط بها بالفعل. تتم معالجة الموسيقى أيضًا من خلال المستويات الحسية السفلية للدماغ، مما يجعلها منيعة على تشوهات الذاكرة اللاحقة. لذلك، فإن إنشاء علاقة قوية بين العاطفة والموسيقى داخل الذاكرة يجعل من السهل تذكر أحدهما عندما يطلبه الآخر. يمكن للموسيقى أيضًا الاستفادة من التعاطف، وإثارة المشاعر التي يفترض أن يشعر بها المؤدي أو الملحن. يمكن أن يشعر المستمعون بالحزن لأنهم يدركون أن تلك المشاعر يجب أن يشعر بها الملحن، بقدر ما يمكن لمشاهد المسرحية أن يتعاطف مع الممثلين.
قد يستجيب المستمعون أيضًا للموسيقى العاطفية من خلال العمل. عبر التاريخ، ألفت الموسيقى لإلهام الناس إلى العمل الذي يريدونه - للمشي بخطوات ثابتة، والرقص، والغناء، أو القتال. وبالتالي، تزيد العواطف في جميع هذه الأحداث. في الواقع، يقوم العديد من الأشخاص بالإبلاغ عن عدم قدرتهم على الجلوس بثبات عندما تشيغل ايقاعات معينة، وفي بعض الحالات يقومون حتى بالقيام بأفعال تحت الوعي عندما يجب عليهم كبت التعابير الجسدية. يمكن رؤية أمثلة على ذلك في الانفجارات العفوية للأطفال الصغار عند سماع الموسيقى، أو التعبيرات الغزيرة التي تظهر في الحفلات الموسيقية.

#### نموذج الاستجابة العاطفية للموسيقى
طوّر يوسلين وفيستفيال نموذجًا يتضمن سبعة طرق يمكن أن تثير الموسيقى من خلالها العواطف، ويُسمى هذا النموذج بنموذج الاستجابة العاطفية للموسيقى.
- منعكس جذع الدماغ: "يشير هذا إلى عملية تحفز عاطفة بواسطة الموسيقى لأن جذع الدماغ يأخذ واحدة أو أكثر من الخصائص الصوتية الأساسية للموسيقى للإشارة إلى حدث مهم وعاجل محتمل. إذا تساوت جميع الأشياء الأخرى، فإن الأصوات المفاجئة أو الصاخبة أو المتنافرة [الإنجليزية] أو ذات الأنماط الزمنية السريعة تثير الاستيقاظ أو الشعور بعدم الرضا لدى المستمعين... تعكس مثل هذه الاستجابات تأثير الأحاسيس السمعية؛ الموسيقى كصوت بالمعنى الأساسي".
- الإيقاع الإيقاعي: "يشير هذا إلى عملية تستحضر عاطفة بواسطة قطعة موسيقية لأن إيقاعًا خارجيًا قويًا في الموسيقى يؤثر على بعض الإيقاع الجسدي الداخلي للمستمع (مثل معدل ضربات القلب)، بحيث يتكيف الإيقاع الأخير تجاه وفي النهاية "يقفل" في دورية مشتركة. يمكن أن ينتشر معدل ضربات القلب المعدل بعد ذلك إلى مكونات أخرى للعاطفة مثل الشعور، من خلال ردود الفعل التحسسية. قد يؤدي هذا إلى زيادة مستوى الإثارة لدى المستمع".[47]
- التكييف التقييمي: "يشير هذا إلى عملية تحفز عاطفة بواسطة قطعة موسيقية لمجرد أن هذا المنبه قد أقرن بشكل متكرر مع محفزات إيجابية أو سلبية أخرى. وبالتالي، على سبيل المثال، قد تكون مقطوعة موسيقية معينة قد حدثت معًا بشكل متكرر في الوقت المناسب مع حدث معين جعلك دائمًا سعيدًا (على سبيل المثال، مقابلة أفضل صديق لك). بمرور الوقت، من خلال عمليات الاقتران المتكررة، ستأتي الموسيقى في النهاية لإثارة السعادة حتى في حالة عدم وجود تفاعل ودي".
- العدوى العاطفية: "يشير هذا إلى عملية تثير عاطفة بواسطة قطعة موسيقية لأن المستمع يدرك التعبير العاطفي للموسيقى، ثم" يقلد "هذا التعبير داخليًا، وتثير ردود الفعل المحيطية من العضلات، أو يؤدي التنشيط المباشر للتمثيلات العاطفية ذات الصلة في الدماغ إلى تحريض نفس المشاعر".
- الصور المرئية: "يشير هذا إلى عملية تثير عاطفة لدى المستمع لأنه يستحضر الصور المرئية (على سبيل المثال، منظر طبيعي جميل) أثناء الاستماع إلى الموسيقى".
- الذاكرة العرضية: "تشير إلى عملية تثير عاطفة لدى المستمع لأن الموسيقى تستحضر ذكرى حدث معين في حياة المستمع. يشار إلى هذا أحيانًا بظاهرة "حبيبي، إنهم يعزفون لحننا".[48]
- توقع الموسيقى: "يشير هذا إلى عملية يتثير عاطفة لدى المستمع لأن ميزة معينة للموسيقى تنتهك أو تؤخر أو تؤكد توقعات المستمع بشأن استمرار الموسيقى".

#### توقع الموسيقى
فيما يتعلق بانتهاكات التوقع في الموسيقى، عُثر على العديد من النتائج المثيرة للاهتمام. لقد وجد على سبيل المثال أن الاستماع إلى الموسيقى غير التقليدية قد يتسبب في بعض الأحيان في تهديد المعنى ويؤدي إلى سلوك تعويضي من أجل استعادة المعنى. يُعرف التوقع الموسيقي على أنه عملية تُثار فيها العاطفة في المستمع لأن ميزة معينة في الموسيقى تنتهك أو تؤخر أو تؤكد توقعات المستمع حول استمرارية الموسيقى. في كل مرة يسمع فيها المستمع قطعة موسيقية، يتوقع أن يحدث شيء ما، استنادًا إلى الموسيقى التي سمعها في الماضي. على سبيل المثال، يمكن أن تؤدي التقدم السلسلي من E إلى F# إلى إنشاء توقع بأن الموسيقى ستستمر بـ G#، وبمعنى آخر، يبدو أن بعض الملاحظات تشير إلى الملاحظات الأخرى؛ وإذا لم يتحققهذا التوقع الموسيقي، أو إذا تم التحايل على توقعات المستمع، فإنه يمكن أن تستحدث استجابة عاطفية عند المستمع.

#### الحكم الجمالي ونموذج الاستجابة العاطفية للموسيقى
في عام 2013، أنشأ يوسلين جانبًا إضافيًا لنموذج نموذج الاستجابة العاطفية للموسيقى يسمى الحكم الجمالي. هذه هي المعايير التي يمتلكها كل فرد كمقياس للقيمة الجمالية للموسيقى. يمكن أن يشمل ذلك عددًا من التفضيلات الشخصية المتنوعة، مثل الرسالة المنقولة أو المهارة المقدمة أو حداثة الأسلوب أو الفكرة.

## مقارنة بين المشاعر المنقولة والمثيرة

### دليل على العاطفة في الموسيقى
ثمة عدد كبير من الأدلة على أن المستمعين يمكنهم تحديد عواطف معينة بأنواع معينة من الموسيقى، ولكن كان هناك القليل من الأدلة الملموسة على أن الموسيقى قد تثير المشاعر. هذا يرجع إلى حقيقة أن المشاعر التي تم الحصول عليها هي ذاتية؛ وبالتالي، من الصعب العثور على معيار صالح لدراسته. تُفهم العاطفة المثارة والمنقولة في الموسيقى عادة من ثلاثة أنواع من الأدلة: التقارير الذاتية، والاستجابات الفسيولوجية، والسلوك التعبيري. يستخدم الباحثون أحد هذه الأساليب أو مزيج منها للتحقق من الردود العاطفية على الموسيقى.

#### تقرير ذاتي
طريقة التقرير الذاتي هي تقرير شفهي من المستمع حول ما يشعر به. وهذه هي الطريقة الأكثر استخدامًا لدراسة العواطف، وقد أظهرت أن الناس يتعرفون على العواطف ويشعرون بها شخصيًا أثناء الاستماع إلى الموسيقى. أظهرت الأبحاث في المنطقة أن استجابات المستمعين العاطفية متسقة للغاية. في الواقع، وجد التحليل التلوي لـ 41 دراسة حول الأداء الموسيقي أن السعادة والحزن والحنان والتهديد والغضب حددت بالصدفة من المستمعين. قارنت دراسة أخرى بين المستمعين غير المدربين والمستمعين المدربين موسيقيًا. طُلب من كلتا المجموعتين تصنيف المقتطفات الموسيقية التي تنقل مشاعر متشابهة. أظهرت النتائج أن التصنيفات لم تكن مختلفة بين المتدربين وغير المدربين. مما يدل على أن المستمعين غير المدربين دقيقون للغاية في إدراك المشاعر. من الصعب العثور على دليل على المشاعر المُثارة، لأنها تعتمد فقط على الاستجابة الذاتية للمستمع. هذا يترك الإبلاغ عرضة لتحيزات التقرير الذاتي مثل استجابة المشاركين وفقًا للوصفات الاجتماعية أو الاستجابة كما يعتقدون أن المجرب يريدهم. وبالتالي، يكون التساؤل عادة عن صحة طريقة التقرير الذاتي، وبالتالي يتردد الباحثون في الاستنتاجات النهائية المستندة فقط إلى هذه التقارير.

#### الاستجابات الفسيولوجية
من المعروف أن العواطف تؤدي إلى تغييرات فيزيولوجية أو جسدية في الشخص، والتي يمكن اختبارها تجريبيًا. وتشير بعض الأدلة إلى أن أحد هذه التغييرات يحدث داخل الجهاز العصبي. إثارة الموسيقى يرتبط بزيادة معدل ضربات القلب وتوتر العضلات. ترتبط الموسيقى الهادئة بانخفاض معدل ضربات القلب وتوتر العضلات وزيادة درجة حرارة الجلد. تحدد الأبحاث الأخرى الاستجابات الجسدية الخارجية مثل الارتجاف أو قشعريرة التي تحدث بسبب تغيرات في الانسجام والدموع أو بكاء ناتجة عن تغيرات في اللحن. يختبر الباحثون هذه الاستجابات من خلال استخدام أدوات للقياس الفسيولوجي، مثل تسجيل معدل النبض.

#### سلوك تعبيري
من المعروف أيضًا أن الناس يظهرون مظاهرًا خارجية لحالاتهم العاطفية أثناء الاستماع إلى الموسيقى. وجدت الدراسات التي أجريت باستخدام تخطيط كهربائية العضل أن الأشخاص يتفاعلون مع تعابير الوجه اللاشعورية عند الاستماع إلى الموسيقى التعبيرية. بالإضافة إلى ذلك، توفر الموسيقى حافزًا للسلوك التعبيري في العديد من السياقات الاجتماعية، مثل الحفلات الموسيقية والرقصات والاحتفالات. على الرغم من أنه يمكن قياس هذه السلوكيات التعبيرية بشكل تجريبي، إلا أن هناك عددًا قليلاً جدًا من الدراسات الخاضعة للرقابة التي تراقب هذا السلوك.

### قوة التأثيرات
في إطار المقارنة بين العواطف المثارة والعواطف المنقولة، قام الباحثون بدراسة العلاقة بين هذين النوعين من الاستجابات للموسيقى. وبشكل عام، تتفق الأبحاث على أن تصنيفات الشعور والإدراك مرتبطة بشكل كبير، ولكنها ليست متطابقة. وتشير الدراسات بشكل أكثر تحديدًا إلى عدم وجود اتفاق على ما إذا كانت إحدى الاستجابات لها تأثير أقوى من الأخرى، وعلى الصلة بين هذين النوعين من الاستجابات.

#### نقلت أكثر مما استنتج
في إحدى الدراسات، سمع المشاركون اختيارًا عشوائيًا من 24 مقتطفًا، يعرض ستة أنواع من المشاعر، خمس مرات على التوالي. وصف نصف المشاركين المشاعر التي تنقلها الموسيقى، بينما رد النصف الآخر بما جعلتهم الموسيقى يشعرون. وجدت النتائج أن العواطف التي تنقلها الموسيقى كانت أكثر حدة من المشاعر التي أثارتها نفس القطعة الموسيقية. بقامت دراسة أخرى بالتحقيق في الظروف الخاصة التي توصل فيها الشعور بالعواطف القوية. وأظهرت النتائج أن تصنيفات العواطف المنقولة كانت أعلى في الاستجابات السعيدة للموسيقى التي تتضمن إشارات ثابتة للسعادة (أي، إيقاع سريع ووضع رئيسي)، وفي الاستجابات الحزينة للموسيقى التي تتضمن إشارات ثابتة للحزن (أي، إيقاع بطيء والوضع الصغير)، وفي الاستجابات الحزينة بشكل عام. تشير هذه الدراسات إلى أنه يمكن للناس التعرف على المشاعر المعروضة في الموسيقى بسهولة أكبر من الشعور بها شخصيًا.

#### تنقل في بعض الأحيان، وتنستبط في أحيانٍ أخرى
قامت دراسة أخرى بمشاركة 32 مشاركًا استمعوا إلى 12 قطعة موسيقية، ووجدت الدراسة أن قوة العواطف المشعرة والمثارة تعتمد على هياكل قطعة الموسيقى. كانت العواطف المشعرة أقوى من العواطف المشعورة عندما يقوم المستمعون بتصنيفها للتحفيز والتنشيط الإيجابي والسلبي. وعلى الجانب الآخر، كانت العواطف المثارة أقوى من العواطف المشعرة عند تصنيف اللطف.

#### انتزع أكثر ممّا نقل
في دراسة أخرى، كشف تحليل أن الاستجابات العاطفية كانت أقوى من تصورات المستمعين للعواطف. استخدمت هذه الدراسة تصميمًا بين الموضوعات، حيث قام 20 مستمعًا بالحكم على مدى إدراكهم لأربعة مشاعر: السعادة، والحزن، والسلام، والخوف. صنف 19 مستمعًا منفصلاً إلى أي مدى شعروا بكل من هذه المشاعر. أظهرت النتائج أن جميع المحفزات الموسيقية أثارت عواطف محددة لمجموعة المشاركين الذين قاموا بتقييم المشاعر المستحثة، في حين أن المحفزات الموسيقية تنقل المشاعر بين الحين والآخر للمشاركين في المجموعة لتحديد المشاعر التي تنقلها الموسيقى. بناءً على هذه النتائج غير المتسقة، لا يزال هناك الكثير من الأبحاث التي يتعين القيام بها لتحديد مدى تشابه واختلاف المشاعر المنقولة والمثيرة. هناك خلاف حول ما إذا كانت الموسيقى تحفز المشاعر "الحقيقية" أو إذا كانت المشاعر التي أبلغ عنها كما شعرت في الدراسات هي بدلاً من ذلك مجرد مشاركين يعبرون عن المشاعر الموجودة في الموسيقى التي يستمعون إليها.

## الموسيقى كأداة علاجية
أظهرت الموسيقى العلاجية كأداة علاجية فعالة لعدة أمراض. تشمل التقنيات العلاجية استحضار العواطف من خلال الاستماع إلى الموسيقى، وتأليف الموسيقى أو الكلمات، وأداء الموسيقى.
قد يكون لجلسات العلاج بالموسيقى القدرة على مساعدة متعاطي المخدرات الذين يحاولون التخلص من عادة المخدرات، حيث يبلغ المستخدمون عن شعور أفضل بأنهم قادرون على الشعور بالعواطف دون مساعدة من تعاطي المخدرات. قد تكون الموسيقى العلاجية خيارًا جيدًا للأشخاص الذين يعانون من إقامات طويلة في المستشفى بسبب المرض. في دراسة واحدة، قدمت الموسيقى العلاجية لمرضى الأورام السرطانية الأطفال عناصر دعم بيئية محسّنة وحفزت سلوكيات أكثر تفاعلًا من الطفل. عند علاج المراهقين المضطربين، كشفت دراسة أجرتها كين أن العلاج بالموسيقى سمح للمعالجين بالتفاعل مع المراهقين الأقل مقاومة، وبالتالي تسهيل التعبير عن الذات لدى المراهق.[بحاجة لمصدر]
أظهرت الموسيقى العلاجية أيضًا وعودًا كبيرة في الأفراد الذين يعانون من التوحد، حيث تعمل كمخرج عاطفي لهؤلاء المرضى. وبينما قد تكون طرق التعبير والفهم العاطفي الأخرى صعبة على الأشخاص المصابين بالتوحد، فإن الموسيقى قد توفر لأولئك الذين يفتقرون لفهم محدود للإشارات الاجتماعية والعاطفية وسيلة للوصول إلى العاطفة.